# Lomaptera gracilis
Lomaptera gracilis är en skalbaggsart som beskrevs av Valck Lucassen 1961. Lomaptera gracilis ingår i släktet Lomaptera och familjen Cetoniidae. Inga underarter finns listade i Catalogue of Life.